# Malejov
Malejov je přírodní památka v katastrálním území obce Vrbovce v okrese Myjava v Trenčínském kraji na Slovensku. Území bylo vyhlášeno v roce 1990 a jeho rozloha je 0,82 hektaru. Předmětem ochrany jsou fragmenty bělokarpatských luk s populacemi vstavače osmahlého (Orchis ustulata) a prstnatce pleťového (Dactylorhiza incarnata). Vstavačovité rostliny jsou indikátorem možné přítomnosti ohrožených druhů hmyzu a měkkýšů.